# 1926年鐵路
此條目列出1926年發生有關鐵路運輸的事件。

## 事件

### 3月
- 3月10日：鶴見臨港鐵道通車。
- 3月25日：臺東線通車。

### 5月
- 5月20日：美國鐵路勞工法案成為法律。

### 7月
- 7月6日：蘇聯第一條電氣化鐵路通車，位於巴庫[1][2]。
- 7月23日：比利時將鐵路國有化，成立比利時國家鐵路公司。

### 8月
- 8月21日：北海道鐵道札幌線通車。

### 9月
- 9月12日：北方鐵路（英语：Chemin de Fer du Nord）引入金箭號列車（英语：Golden Arrow (train)），來往巴黎至加萊[3]。

### 10月
- 10月10日：谷地畑站（日语：谷地畑駅）啟用。

### 12月
- 12月20日：澳洲第一段地下鐵路城市環線（英语：City Circle）啟用，來往悉尼中央車站至聖詹姆斯車站（英语：St. James railway station, Sydney）[3]。